# دامير خير الدينوف
دامير ذي النور خيرالدينوف (الروسية: Хайретдинов, Дамир Зинюрович) (مواليد 1972 في موسكو، روسيا الاتحادية) دكتور مؤرخ متخصص في علم الاجناس، مستشار رئيس مجلس شورى المفتيين لروسيا الاتحادية، عميد المعهد الإسلامي بموسكو.

## السيرة الذاتية
ولد عام 1972 في مدينة موسكو عاصمة روسيا الاتحادية، بعد الدراسة الثانوية التحق بالجامعة الروسية الحكومية للعلوم الإنسانية قسم التاريخ.

وحصل على درجة الماجستير بامتياز بعد ما دافع عن أطروحة تحت عنوان: الدعوة الإسلامية بين شعوب قومية التتار في الحقبة الثانية من الثمانينات، وفي النصف الأول من التسعينات في عهد روسيا الاتحادية، تحت إشراف (البروفيسور ليوكاديا.م. دروبيجيفا مديرة معهد علم الاجتماع).

في عام 2002، حصل على درجة الدكتوراة في علوم التاريخ بعد أن دافع عن أطروحة بعنوان تاريخ الشعوب المسلمة في موسكو ما بين القرن الرابع عشر وبداية القرن العشرين وذلك بمعهد الأنثروبولوجيا (علم الإنسان) والاثنوغرافيا (وصف الأعراق البشرية) تحت إشراف المستشرق الروسي المعروف البروفيسور أليكسي مالاشينكو عضو المجلس العلمي لمركز كارنيجي بموسكو.

متزوج وله بنتان.

## الأنشطة المهنية
في عام 1990 عمل في مركز دراسة وحفظ أرشيف وثائق التاريخ الحديث، 

في 1992 إلى غاية 1994 عمل في "المركزالثقافي في روسيا الاتحادية.

ثم من 1994 إلى غاية 1996 عمل في المنتدى الإسلامي الروسي.

في الفترة الممتدة ما بين 1996 إلى 1997 شارك في دورة تدريبية في معهد اللغة العربية في جامعة «أم القرى» بمكة المكرمة (المملكة العربية السعودية).

في 1999 - 2006 عمل في قسم الشؤون الإسلامية والأوقاف بسفارة المملكة العربية السعودية في موسكو

في 2006 -2011 عمل في منصب نائب رئيس الإدارة الدينية لمسلمي محافظة نيجني نوفغورود،
ومديرالعلاقات العامة، ونائب عميد المعهد الإسلامي في نيجني نوفغورود.

منذ عام 2007 عضو هيئة ترجمة وتحرير تفسير للقرآن الكريم لعبد الله يوسف علي (نشر في سنة 2007).

ابتداء من مارس 2011 - يشغل منصب رئيس تحرير جريدة «منبر الإسلام» لسان حال الإدارة الدينية لمسلمي الجزء الأوروبي من روسيا (DUMER).

و منذ ماي 2011 - يرأس قسم التعليم والعلوم في الإدارة الدينية لمسلمي الجزء الأوروبي من روسيا (DUMER).

ابتداء من مارس 2012، عضوا في هيئة رئاسة الإدارة الدينية لمسلمي الجزء الأوروبي من روسيا (DUMER).

أنتخب كعميد للجامعة الإسلامية في موسكو في 22 مارس 2012 إبان انعقاد المؤتمر الدوري لأعظاء هيئة التدريس والباحثين العلميين للجامعة.

يشارك بانتظام في اجتماعات وزراء التعليم والبحث العلمي الروسية.
شارك بفعالية في العديد من الندوات والمؤتمرات العالمية في روسيا وخارجها.